# Project Rocket
Project Rocket fue una banda de rock alternativo de Chicago, Illinois, que se formó en 2002. Participó junto con Fall Out Boy en Split - EP Después de hacer música hardcore, political, metalcore y punk rock con las bandas Racetraitor, Spitalfield, Knockout, killtheslavemaster, 7 Angels 7 Plagues, The Kill Pill y Vegan Reich, Andrew Hurley, TJ Minch, Noé Níquel, Kyle Johnson y Seth Lingebrigtson crearon una banda con un sonido pop punk y emo. La banda se presentó en una EP con Fall Out Boy titulado Split - EP en 2002. El baterista Andy Hurley se unió a Fall Out Boy poco antes de que lanzase su segundo CD, Take This To Your Grave.

## Discografía
- Split - EP (con Fall Out Boy) (2002)
- New Year's Revolution (2003)

- Datos: Q5478786